# Lý Cương (nhà Đường)
Lý Cương (chữ Hán: 李纲, 547 – 631), biểu tự Văn Kỷ (文纪), là một quan viên trải 3 đời Bắc Chu, nhà Tùy và nhà Đường. Ông là bậc đại Nho, từng phụng sự và dạy dỗ 3 Hoàng thái tử của 2 triều đại Tùy, Đường; thế nhưng thật hi hữu khi tất cả họ đều không có kết cục tốt đẹp: 2 bị phế (Dương Dũng, Lý Thừa Càn) còn 1 bị giết (Lý Kiến Thành).

## Tiểu sử
Ông người huyện Điều, Quan Châu (观州; nay là huyện Cảnh, địa cấp thị Hành Thủy, Hà Bắc). Ông nội là Lý Nguyên Tắc (李元则), làm đến Thanh Hà thái thú của nhà Tây Ngụy; cha là Lý Chế (李制), làm đến Xa kỵ tướng quân nhà Bắc Chu. Cương từ nhỏ khẳng khái lại có chí lớn, luôn lấy trung nghĩa tự răn mình. Ban đầu Cương có tên Lý Viện (李瑗), tự Tử Ngọc (子玉), sau đó nhân đọc Hậu Hán thư – Trương Cương truyện (ông cụ của Trương Dực), hâm mộ ông ta nên ông liền đổi tên.
Lý Cương được Tề vương Vũ Văn Hiến nhà Bắc Chu cho làm Tham quân; Tuyên đế sắp hại Hiến, đòi liêu thuộc của ông ta bịa ra tội chứng, Cương thề chết không viết. Đến khi Hiến bị hại, xe chở thây ra ngoài, bộ hạ đều tan rã, chỉ có Cương ôm áo quan khóc to, tự mình chôn cất, khóc vái rồi đi.

## Làm quan đời Tùy
Cuối niên hiệu Khai Hoàng nhà Tùy, Cương làm Thái tử tẩy mã. Hoàng thái tử Dương Dũng từng nhân dịp năm mới đãi tiệc nhóm bề tôi trong cung, Tả thứ tử Đường Lệnh Tắc tự xin tấu tỳ bà, rồi ca một khúc "Vũ mỵ nương". Cương cho rằng Lệnh Tắc là bề tôi trong cung, chẳng những không làm gương tốt, mà còn ca một khúc dâm loạn, đòi trị tội ông ta; Dũng gạt đi, Cương bèn bỏ ra ngoài. Đến khi Dũng bị phế truất, Tùy Văn đế triệu quan thuộc của Đông cung để trách mắng, không ai dám đáp lại, chỉ có Cương thần thái hiên ngang, bước ra chỉ trích Văn đế sắp xếp nhân sự phù tá Thái tử không thỏa đáng, mới gây ra nông nỗi như vầy, khiến Văn đế phải nhận lỗi; Văn đế lấy làm lạ, cất nhắc ông làm Thượng thư hữu thừa.
Bấy giờ Tả bộc xạ Dương Tố, Tô Uy nắm quyền trong triều, Cương thường cố chấp ý kiến của mình, bất đồng với họ, do vậy ông bị 2 người ấy căm ghét. Gặp lúc triều đình sai Đại tướng quân Lưu Phương trấn áp Lâm Ấp, Tố lấy cớ Lâm ấp nhiều bảo vật, cần ủy thác cho người chính trực, nói Cương có thể đảm nhiệm; vì thế Văn đế lấy ông làm Hành quân tư mã. Phương nắm ý của Tố, nhiều lần làm nhục Cương, hãm hại ông đến mức gần chết. Đến khi quân đội trở về, Cương rất lâu không được điều đi nhận chức vụ khác; rồi được bái làm Tư mã của phủ Tề vương Dương Giản, chưa lâu thì ông bị Tô Uy lệnh phải đi Nam Hải đón tiếp sứ giả Lâm Ấp, rồi lại rất lâu không được triệu. Cương bèn về kinh trình tấu, bị Uy khép tội tự ý rời bỏ chức trách, giao cho pháp quan. Cương gặp người giỏi bói cỏ, đòi ông ta bói cho 1 quẻ, gặp được chữ Đỉnh; người ấy nói với ông: "Ngài đổi họ thì có thể làm đến tể tướng. Nếu không thì nên sớm lui đi, kẻo gặp vạ chặt chân."  Sau đó Cương gặp dịp được xá miễn, bèn ẩn cư ở nhà.

## Làm quan đời Đường

### Thời Đường Cao Tổ
Cuối niên hiệu Đại Nghiệp thời Tùy Dượng đế, thủ lĩnh nghĩa quân Hà Phan Nhân ép Cương làm Trưởng sử. Quân đội của Lý Uyên vào Trường An, Cương đến yết kiến; Uyên cả mừng, cho ông thụ chức Thừa tướng phủ Ti lục, phong tước Tân Xương huyện công, chuyên trách tuyển chọn quan lại. Uyên lên ngôi, tức là Đường Cao Tổ, Cương được bái làm Lễ bộ thượng thư, kiêm Thái tử chiêm sự, coi việc tuyển chọn như cũ.
Trước đó, Tề vương Lý Nguyên Cát được thụ chức Tịnh Châu tổng quản, buông thả bộ hạ nhiễu nhương trăm họ, Vũ Văn Hâm nhiều lần can gián không được, bèn dâng biểu tố cáo, khiến Nguyên Cát bị miễn chức, nhưng Nguyên Cát lại giả cho phụ lão đến cửa khuyết cầu xin, nên được phục chức. Bấy giờ Lưu Vũ Chu tiến đánh Tịnh Châu, Nguyên Cát đối xử bất công khiến Xa kỵ tướng quân Trương Đạt bất bình làm phản, dẫn đường cho Vũ Chu chiếm được Du Thứ, uy hiếp Thái Nguyên; Nguyên Cát sợ hãi, nghe theo kiến nghị của Hâm, nhân đêm tối đem vợ con bỏ trốn về kinh sư, khiến Tịnh Châu thất thủ. Đường Cao Tổ nổi giận, lấy cớ Thái Nguyên là vùng đất căn bản của nhà Đường, đổ triệt trách nhiệm cho những viên tá quan của Nguyên Cát, đòi giết Hâm; Cương nói mát rằng nhờ Hâm mà Cao Tổ không mất con trai, phải tính có công mới đúng; Cao Tổ hỏi tại sao, Cương giải thích rằng tá quan của Nguyên Cát ngoài Hâm ra còn có con rể của Cao Tổ là Đậu Đản, Đản chẳng những không can ngăn Nguyên Cát mà còn bày cuộc vui cho hắn ta, Hâm là người dưng mà từng dâng biểu tố cáo Nguyên Cát với cha của hắn ta – chính là Cao Tổ – như thế là trung thần, còn làm gì hơn được nữa!? Cương kết luận Cao Tổ sẽ phạm sai lầm nếu giết Hâm. Ngày hôm sau, Cao Tổ thừa nhận với Cương rằng thất bại này là do Nguyên Cát tự gây ra, không truy cứu trách nhiệm của Hâm (nhưng cũng bỏ qua cho Đản).
Bấy giờ Cao Tổ bái vũ sư người Hồ là An Sất Nô làm Tán kỵ thường thị, Cương nằm trong số triều thần can gián, lấy cớ ca múa là nghề thấp kém, không thể cho phép làm quan; Cao Tổ không nghe. Sau đó Cương nhận lệnh tham gia biên soạn luật pháp.
Cương là quan viên thuộc Đông cung, ban đầu rất được Thái tử Lý Kiến Thành kính trọng. Kiến Thành từng đi tắm suối nước nóng, Cương lấy cớ có bệnh không cùng đi. Có người dâng cá tươi, Kiến Thành sai nhà bếp làm gỏi; bấy giờ Đường Kiệm, Triệu Nguyên Giai ngồi đấy, đều nói mình có thể làm được, Kiến Thành đồng ý. Sau khi ăn xong, Kiến Thành nói: "Khua đao làm gỏi, điều hòa mùi vị, các ông làm được; nhưng nói đến phù tá (và) khai sáng, phải nhờ vào Lý Cương vậy." Vì thế sai sứ gởi cho Cương 200 xúc lụa làm quà.
Nhưng về sau nổ ra cuộc tranh chấp giữa Thái tử Lý Kiến Thành và Tần vương Lý Thế Dân, Cương vốn ngay thẳng, không giỏi quyền mưu, không muốn tham gia bè cánh, lại nhớ quẻ bói ngày trước, nên nhiều lần xin nghỉ hưu. Đường Cao Tổ mắng rằng: "Khanh làm trưởng sử của Phan Nhân, sao lại xấu hổ vì làm thượng thư của trẫm?". Cương dập đầu trình bày rằng khi xưa Hà Phan Nhân là giặc, mình làm trưởng sử cho hắn ta đã cứu sống rất nhiều người, nên không hề hổ thẹn, nhưng chẳng đóng góp gì vào công cuộc mở nước của Cao Tổ, tài năng kém cỏi, làm sao dám ngồi mãi ở chức thượng thư!? Cao Tổ vỗ về Cương, bái ông làm Thái tử thiếu bảo, Thượng thư, kiêm Chiêm sự như cũ.
Rốt cục, Cương vẫn không muốn can dự vào cuộc tranh ngôi đoạt vị, đến năm Vũ Đức thứ 2 (619), lấy cớ già yếu để xin từ chức, Cao Tổ giáng chiếu vỗ về, cho cởi chức thượng thư, nhưng vẫn làm Thái tử thiếu bảo. Cao Tổ cho rằng Cương là danh thần của nhà Tùy, đối đãi trọng thể, tự tay làm sắc mà còn không gọi tên ông.

### Thời Đường Thái Tông
Năm Trinh Quan thứ 4 (630), Cương được bái làm Thái tử thiếu sư. Khi ấy Cương bị đau chân, không thể mang giày, được Đường Thái Tông riêng ban xe lăn, cho phép ông cởi xe đi đến khắp nơi trong hoàng thành, kể cả cung cấm. Cương nhiều lần được Đường Thái Tông đưa vào cung, hỏi han chánh sự; lại được gọi vào Đông cung, được Thái tử Lý Thừa Càn dìu lên điện rồi lạy chào. Cương trình bày mọi vấn đề, từ đạo làm vua tôi, cha con cho đến phương pháp chăm sóc cha mẹ, ý xuôi lời thẳng, khiến người nghe quên nghỉ. Mỗi khi Thái tử tham gia chánh sự, Thái Tông ắt lệnh cho Cương với Tả bộc xạ Phòng Huyền Linh, Thị trung Vương Khuê ngồi hầu. Thái tử từng bàn luận về các tấm gương tận trung trọn tiết của vua tôi xưa nay, Cương lẫm liệt nói: "Gởi con côi 6 thước, truyền mệnh lệnh trăm dặm, người xưa cho là khó, Cương cho là dễ.". Cương hễ bàn bạc hay phát ngôn, đều dùng lời lẽ khẳng khái, bộc lộ chí khí không thể khuất phục.
Cương phát bệnh, được Thái Tông sai Thượng thư Tả bộc xạ Phòng Huyền Linh đến nhà thăm hỏi, ban 200 xúc lụa. Năm thứ 5 (631), mất, hưởng thọ 85 tuổi; được Khai phủ nghi đồng tam tư, thụy là Trinh; được Thái tử Lý Thừa Càn lập bia.
Khi xưa, con gái của Tề vương Vũ Văn Hiến nhà Bắc Chu ở góa, Cương tự lấy thân phận thuộc cấp cũ của Tề vương, chu cấp cho cô ta rất hậu. Đến nay Cương mất, cô ta kêu khóc như tang cha mẹ của mình.

## Hậu nhân
- Con là Lý Thiếu Thực, làm Đồng công thư tá của quận Vũ Dương, mất trước Cương.
  - Con Thiếu Thực là Lý An Nhân, trong niên hiệu Vĩnh Huy thời Đường Cao Tông làm Thái tử tả thứ tử. Đến khi Thái tử Lý Trung bị phế, buộc phải rời Đông cung, liêu thuộc đều trốn tránh, không dám đưa tiễn, một mình An Nhân vào gặp, chảy nước từ biệt rồi đi, được mọi người khen là có nghĩa. Về sau An Nhân mất ở chức Hằng Châu thứ sử.
  - Một cháu nội khác của Cương là Lý An Tĩnh. Năm Thiên Thụ đầu tiên nhà Vũ Chu, An Tĩnh đang ở chức Hữu vệ tướng quân, quần thần đều khuyên Võ hậu lên ngôi hoàng đế, một mình không nói gì. Đến khi bị bắt vào ngục, chịu sự tra hỏi của Lai Tuấn Thần, ông nói: "Chính vì ta là bề tôi của nhà Đường, nên đáng bị giết. Còn hỏi tội trạng, ta làm gì chứ?" An Tĩnh bị Tuấn Thần vu cáo rồi giết chết. Trong niên hiệu Hội Xương thời Đường Vũ Tông, triều đình tìm kiếm hậu nhân của trung thần, xét con cháu của họ Lý không còn, bèn tặng An Tĩnh làm Thái tử thiếu sư.

Sử cũ chép: bởi gia đình của Cương 5 đời sống cùng một nhà, An Nhân, An Tĩnh đều nhờ có nghĩa mà nổi tiếng, nên được người đời khen là họ Lý chẳng suy.